# Montcel (Savoie)
Montcel település Franciaországban, Savoie megyében. Lakosainak száma 1090 fő (2022. január 1.). Montcel Les Déserts, Grésy-sur-Aix, Pugny-Chatenod, Saint-Offenge, Trévignin és Entrelacs községekkel határos.

## Népesség
A település népességének változása:
| Lakosok száma | 944  | 968  | 1043 | 999  | 1010 | 1011 | 1037 | 1064 | 1090 |
|               | 2013 | 2015 | 2016 | 2017 | 2018 | 2019 | 2020 | 2021 | 2022 |